# IPadOS 17
iPadOS 17 — пятый и текущий выпуск операционной системы iPadOS, разработанный Apple для линейки планшетных компьютеров iPad. Преемник iPadOS 16, о нём было объявлено на Всемирной конференции разработчиков (WWDC) 5 июня 2023 года вместе с iOS 17.
iPadOS 17 прекращает поддержку iPad Pro первого поколения и iPad пятого поколения, что делает её первой версией iPadOS, которая работает только на iPad с поддержкой Apple Pencil.

## Функции
Первая бета-версия iPadOS 17 для разработчиков была выпущена 5 июня 2023 года.

## Изменения

### Экран блокировки
- Экран блокировки был переработан, чтобы соответствовать внешнему виду iOS 16 и более поздних версий.

### Приложение «Здоровье»
- Приложение Apple Health теперь доступно на iPad.

### Обработка PDF-документов
- iPadOS теперь может идентифицировать поля форм PDF для более быстрого ввода текста.

### Приложение «Заметки»
- Приложение Заметки теперь поддерживает совместную работу пользователей в режиме реального времени в документах PDF.

## Поддерживаемые устройства
iPadOS 17 поддерживается на iPad, выпущенных с чипом Apple A10 или новее, что прекращает поддержку устройств с чипом A9/A9X, то есть в данном случае iPad (5-го поколения) и iPad Pro (1-го поколения).
- iPad Air (3-го поколения)
- iPad Air (4-го поколения)
- iPad Air (5-го поколения)
- iPad (6-го поколения)
- iPad (7-го поколения)
- iPad (8-го поколения)
- iPad (9-го поколения)
- iPad (10-го поколения)
- iPad Mini (5-го поколения)
- iPad Mini (6-го поколения)
- iPad Pro (2-го поколения)
- iPad Pro (3-го поколения)
- iPad Pro (4-го поколения)
- iPad Pro (5-го поколения)
- iPad Pro (6-го поколения)
- iPad Pro (7-го поколения)

## История версий
|  | Предыдущий выпуск |  | Последний выпуск |  | Последняя версия для разработчиков |

| Версия      | Номер сборки  | Дата выхода                    | Примечания к выпуску                                                            |
| ----------- | ------------- | ------------------------------ | ------------------------------------------------------------------------------- |
| 17.0 beta 1 | 21A5248v      | 5 июня 2023                    | iOS & iPadOS 17 beta 1 Release Notes                                            |
| 17.0 beta 2 | 21A5268h      | 21 июня 2023                   | iOS & iPadOS 17 beta 2 Release Notes                                            |
| 17.0 beta 3 | 21A5277h      | 5 июля 2023                    | iOS & iPadOS 17 beta 3 Release Notes                                            |
| 17.0 beta 4 | 21A5291h      | 25 июля 2023                   | iOS & iPadOS 17 beta 4 Release Notes                                            |
| 17.0 beta 5 | 21A5303d      | 8 августа 2023                 | iOS & iPadOS 17 beta 4 Release Notes                                            |
| 17.0 beta 6 | 21A5312c      | 16 августа 2023                | iOS & iPadOS 17 beta 4 Release Notes                                            |
| 17.0 beta 7 | 21A5319a      | 22 августа 2023                | iOS & iPadOS 17 beta 7 Release Notes                                            |
| 17.0        | 21A329        | 18 сентября 2023               | News and Updates iPadOS 17.0 (21A329)                                           |
| 17.0.1      | 21A340        | 21 сентября 2023               | News and Updates iPadOS 17.0.1 (21A340)                                         |
| 17.0.2      | 21A351        | 26 сентября 2023               | News and Updates iPadOS 17.0.2 (21A351)                                         |
| 17.0.3      | 21A360        | 4 октября 2023                 | News and Updates iPadOS 17.0.3 (21A360)                                         |
| 17.1        | 21B74         | 25 октября 2023                | News and Updates iPadOS 17.1 (21B74)                                            |
| 17.1.1      | 21B91         | 8 ноября 2023                  | News and Updates iPadOS 17.1.1 (21B91)                                          |
| 17.1.2      | 21B101        | 30 ноября 2023                 | News and Updates iPadOS 17.1.2 (21B101)                                         |
| 17.2        | 21C62         | 11 декабря 2023                | News and Updates iPadOS 17.2 (21C62)                                            |
| 17.3        | 21D50         | 22 января 2024                 | News and Updates iPadOS 17.3 (21D50)                                            |
| 17.3.1      | 21D61         | 8 февраля 2024                 | News and Updates iPadOS 17.3.1 (21D61)                                          |
| 17.4        | 21E219        | 5 февраля 2024                 | News and Updates iPadOS 17.4 (21E219)                                           |
| 17.4.1      | 21E236 21E237 | 21 марта 2024 27 марта 2024    | News and Updates iPadOS 17.4.1 (21E236) News and Updates iPadOS 17.4.1 (21E237) |
| 17.5        | 21F79         | 13 мая 2024                    | News and Updates iPadOS 17.5 (21F79)                                            |
| 17.5.1      | 21F90         | 20 мая 2024                    | News and Updates iPadOS 17.5.1 (21F90)                                          |
| 17.6        | 21G80         | 29 июля 2024                   | News and Updates iPadOS 17.6 (21G80)                                            |
| 17.6.1      | 21G93 21G101  | 7 августа 2024 19 августа 2024 | News and Updates iPadOS 17.6.1 (21G93) News and Updates iPadOS 17.6.1 (21G101)  |
| 17.7        | 21H16         | 16 сентября 2024               | News and Updates iPadOS 17.7 (21H16)                                            |
| 17.7.1      | 21H216        | 28 октября 2024                | News and Updates iPadOS 17.7.1 (21H216)                                         |
| 17.7.2      | 21H221        | 19 ноября 2024                 | News and Updates iPadOS 17.7.2 (21H221)                                         |
| 17.7.3      | 21H312        | 11 декабря 2024                | News and Updates iPadOS 17.7.3 (21H312)                                         |
| 17.7.4      | 21H414        | 27 января 2025                 | News and Updates iPadOS 17.7.4 (21H414)                                         |
| 17.7.5      | 21H420        | 10 февраля 2025                | News and Updates iPadOS 17.7.5 (21H420)                                         |
| 17.7.6      | 21H423        | 31 марта 2025                  | News and Updates iPadOS 17.7.6 (21H423)                                         |
| 17.7.7      | 21H433        | 12 мая 2025                    | News and Updates iPadOS 17.7.7 (21H433)                                         |
| 17.7.8      | 21H440        | 19 мая 2025                    | News and Updates iPadOS 17.7.8 (21H440)                                         |
| 17.7.9      | 21H446        | 29 июля 2025                   | News and Updates iPadOS 17.7.9 (21H446)                                         |